# فانوس‌ماهی وارمینگ
فانوس‌ماهی وارمینگ (نام علمی: Ceratoscopelus warmingii) نام یک گونه از تیره فانوس‌ماهی است.